# Parque Jaime Duque
El Parque Jaime Duque es un parque temático dedicado a la recreación familiar. Está ubicado en el municipio de Tocancipá, en el departamento de Cundinamarca.

## Historia
El parque fue desarrollado e inaugurado el 27 de febrero de 1983 por Jaime Duque Grisales, una personalidad de la aviación civil colombiana y el primer jefe de pilotos nacional de la aerolínea Avianca. Quiso crear un espacio cultural y recreativo para toda la familia, con el ánimo de generar ganancias para ayudar a entidades sin ánimo de lucro dedicadas al servicio de los ancianos, adultos y los niños.

## Atracciones

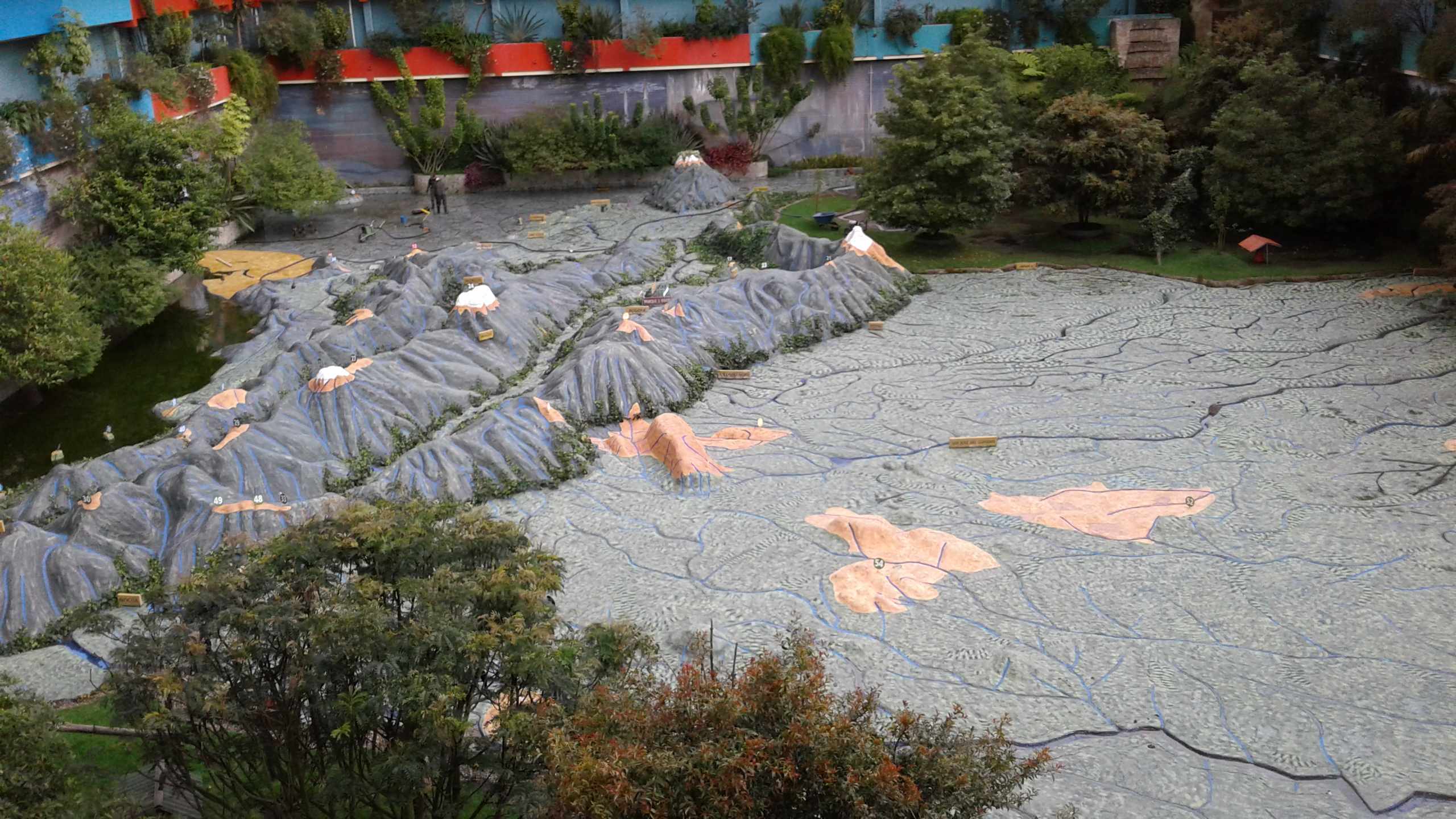
Mapa de Colombia en relieve

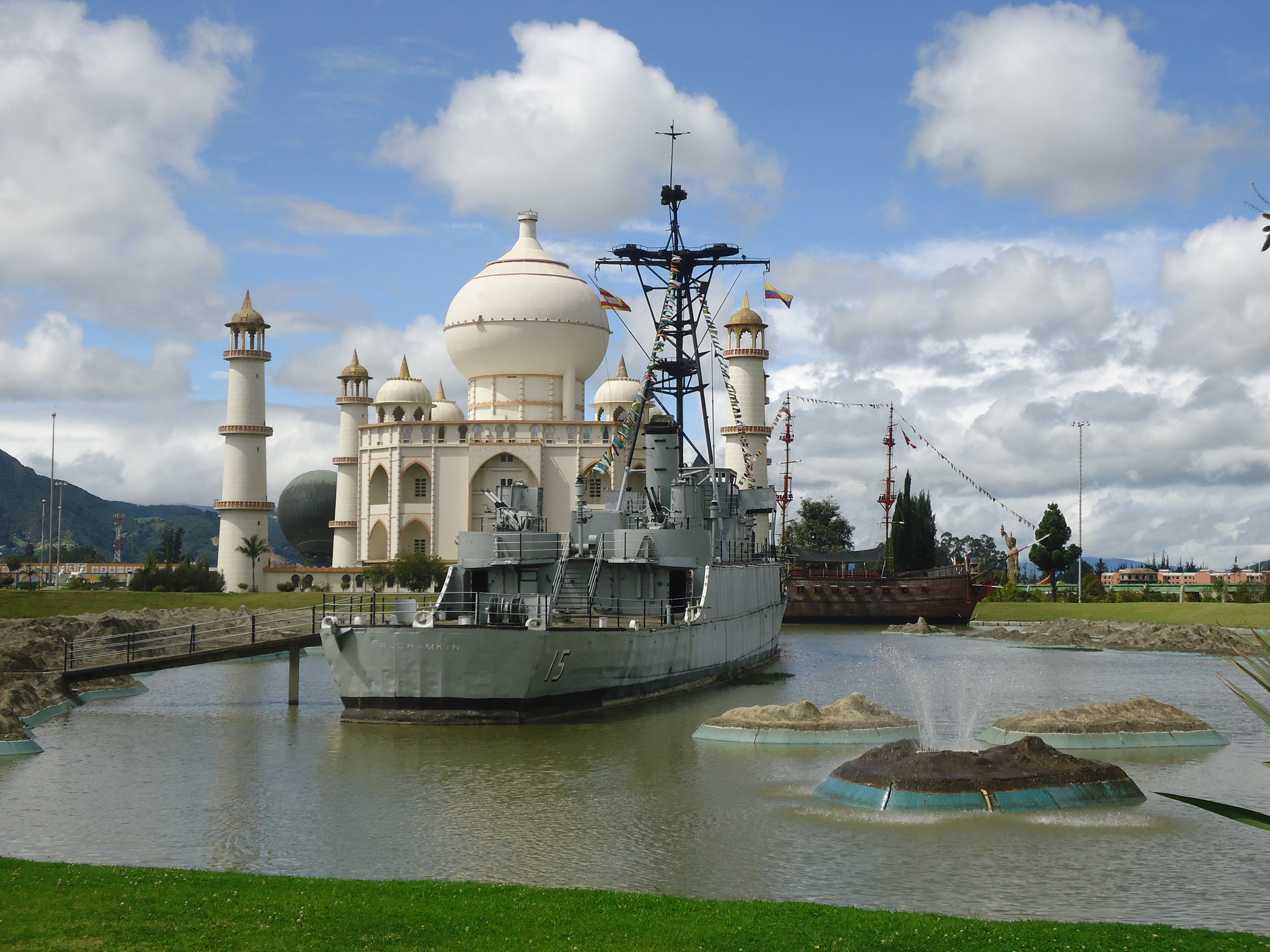
Mar Caribe, con el Taj Mahal al fondo

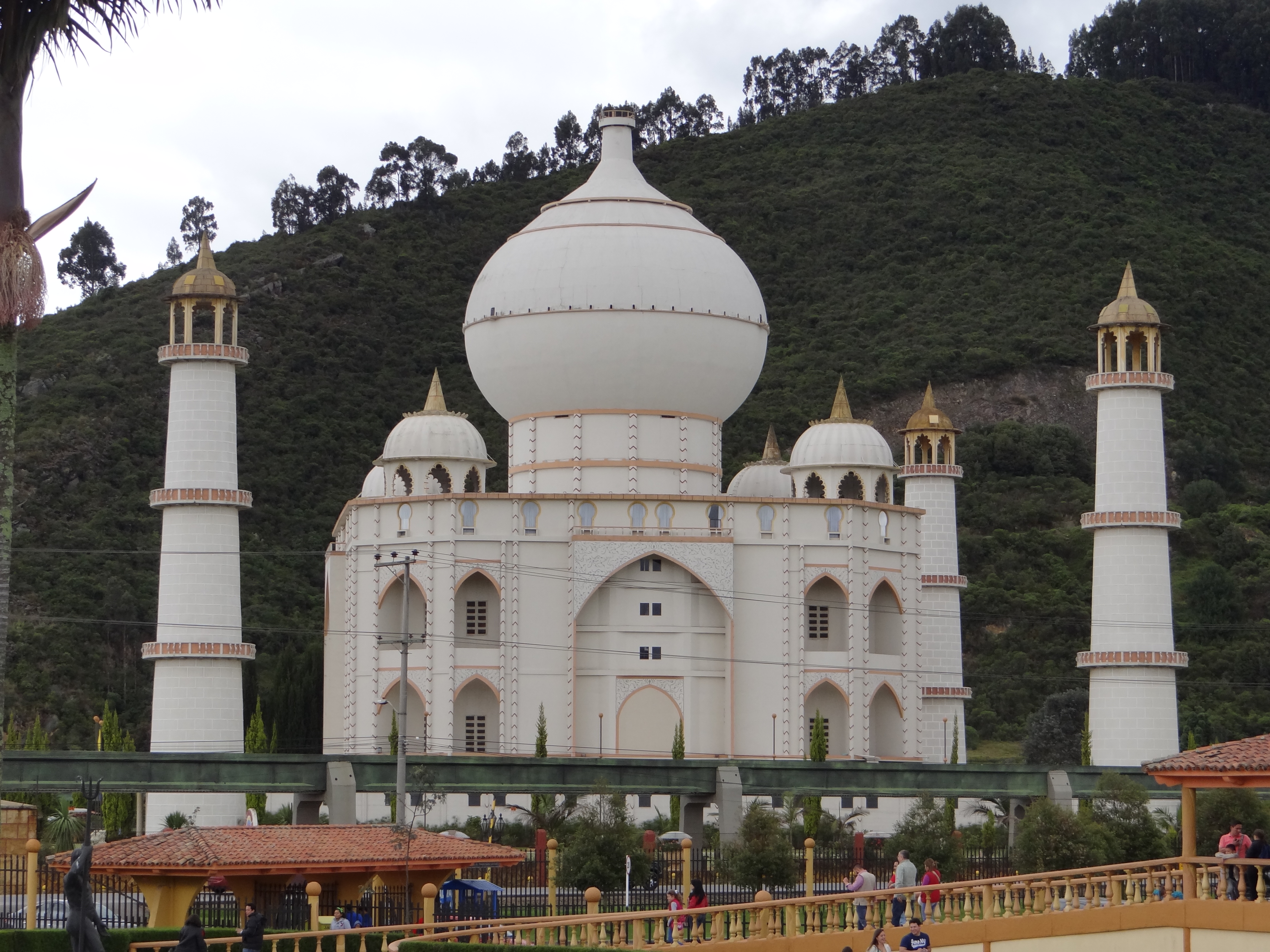
Réplica del Taj Mahal

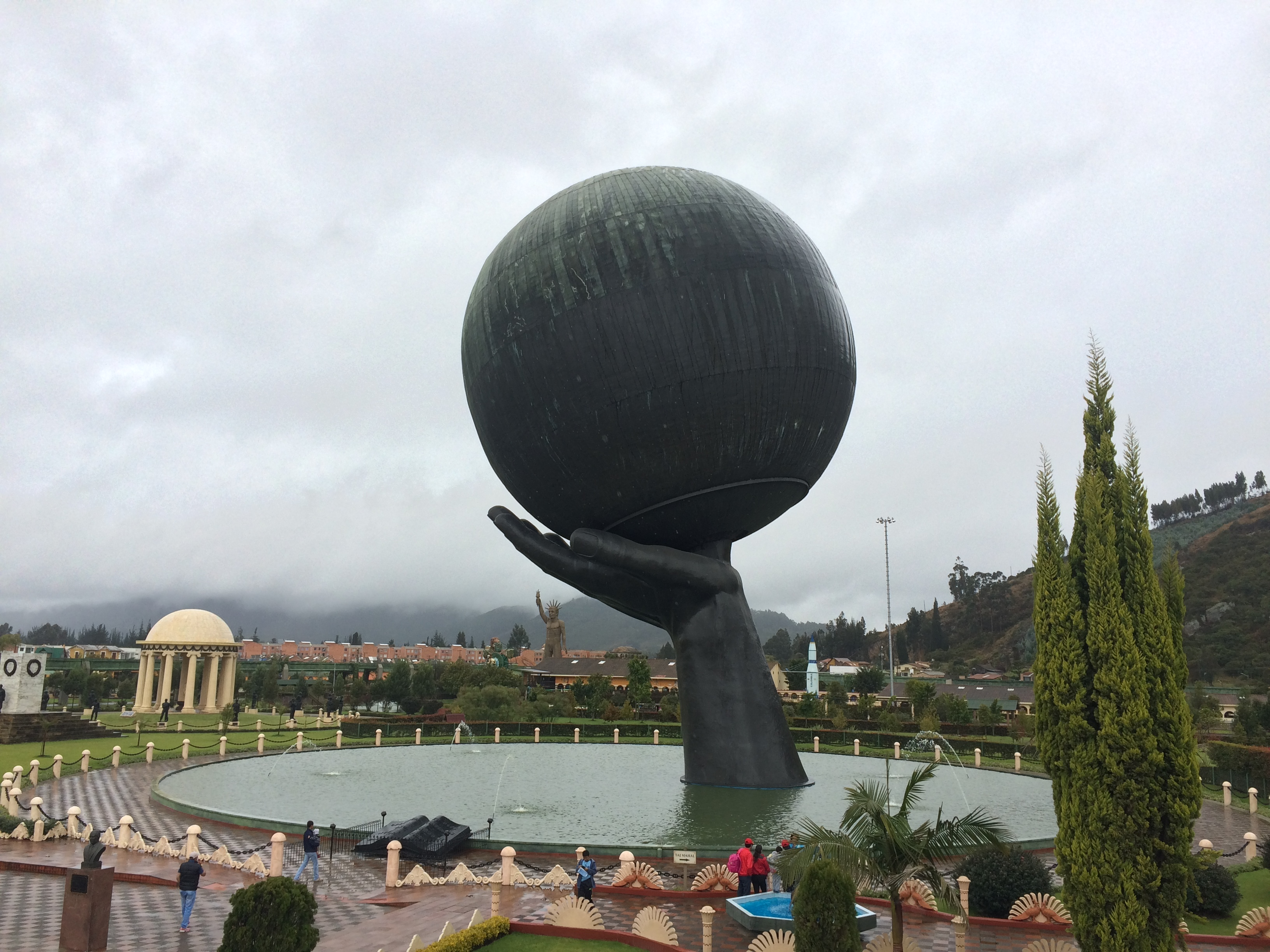
Monumento a Dios

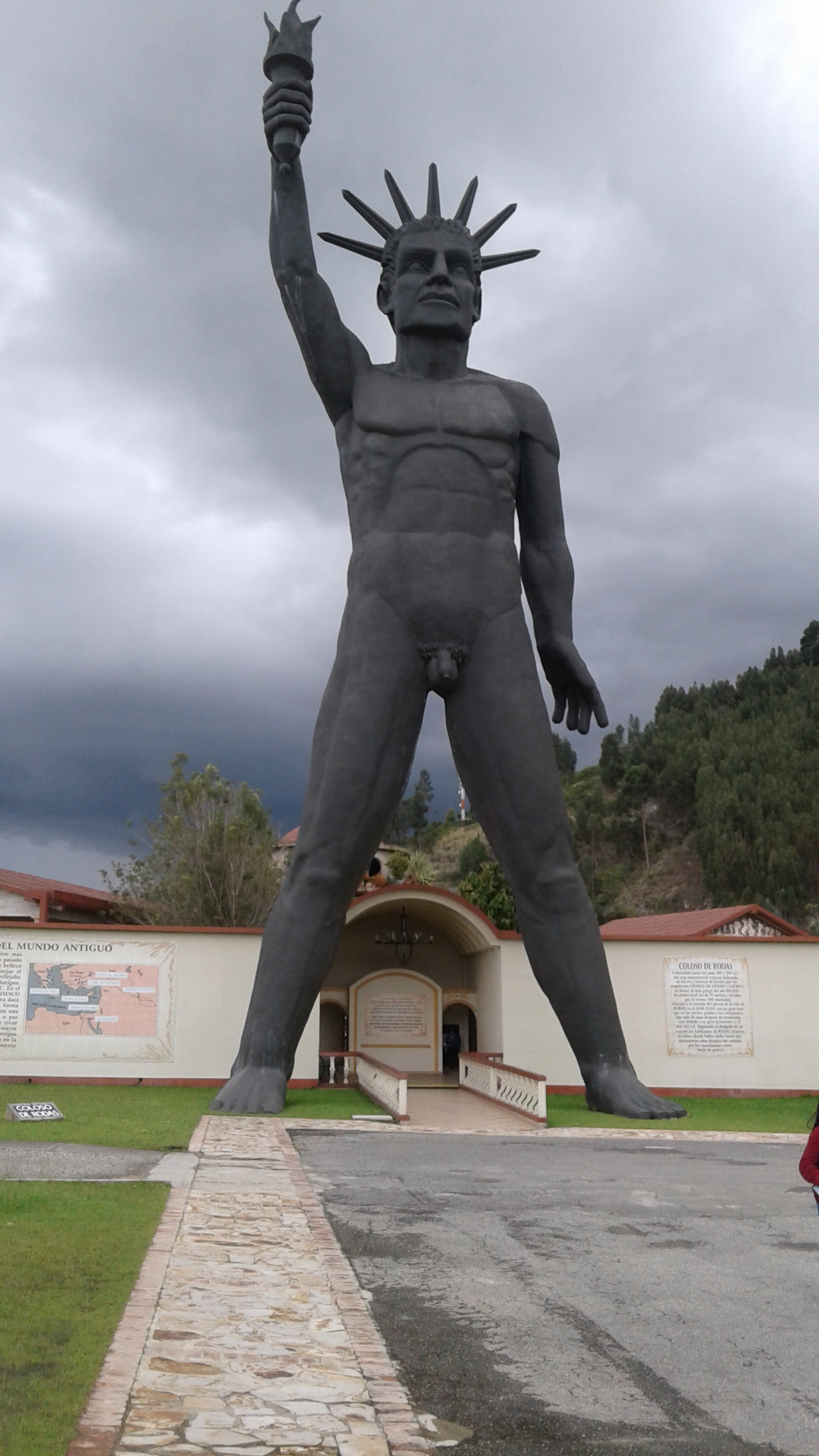
Réplica del Coloso de Rodas, entrada a la exposición de las 7 maravillas del mundo antiguo

### Mapa de Colombia en Relieve
Un mapa en relieve del país a escala 1:25000, cuenta con pasarelas de observación a 12 metros de altura y está complementado con un aviario.

### Mar Caribe
Mapa a escala del Mar Caribe, en su interior se encuentra el destructor Córdoba que combatió en la Segunda Guerra Mundial, donado al Parque por la Armada Nacional y la réplica del Bergantín Independiente del Almirante Padilla, buque insignia de la Armada Nacional durante la guerra de independencia, que contiene en su interior siete dioramas con representaciones de las batallas navales más importantes que ha librado Colombia a lo largo de su historia.

### Bioparque Wakatá
Inaugurado en el año de 1991, administrado por el Parque Jaime Duque bajo la asesoría técnica y profesional de la Universidad de la Salle, es una dependencia dedicada a actividades de conservación y educación ambiental, capacita estudiantes de diferentes profesiones en el estudio y manejo de especies silvestres y sirve de apoyo a las autoridades ambientales al brindar un hogar de paso a animales que han sido decomisados, allí se atienden y recuperan para luego definir su ubicación definitiva o su reintroducción a su medio natural. Cuenta con ejemplares de unas 200 especies. Se destacan sus especies de aves, monos, serpientes y felinos. En la actualidad es la sede para la región andina del programa de cría con fines de liberación del Cóndor de los Andes en Colombia.

### Taj Mahal
Reproducción a escala del Taj Mahal, considerado como una de las 7 maravillas del mundo actual por su belleza arquitectónica y por las incrustaciones en piedras semipreciosas que adornan su estructura. Sirve como escenario a reproducciones pintadas en cerámica de grandes obras del arte mundial y como sede del Ciclorama de la Independencia Colombiana, mural de 165 metros de largo y 7 de alto que representa todo el proceso de la independencia de dicho país desde la Revolución de los Comuneros, el Grito de Independencia y las Batallas del Pantano de Vargas y del Puente de Boyacá en el año 1819.

### Siete Maravillas del Mundo Antiguo
Reproducción de los Jardines Colgantes de Babilonia, Mausoleo de Halicarnaso, Faro de Alejandría, Templo de Artemisa, Templo de Zeus, Pirámides de Egipto y el Coloso de Rodas.

### Monumento a Dios
Homenaje al creador del mundo, es el principal de una serie de monumentos ubicados en diferentes lugares del parque, entre los cuales se cuentan el monumento a la nacionalidad, la plaza de banderas y símbolos patrios, el monumento al soldado y al policía desconocidos, el monumento a la armada nacional y muchos otros.
Es una ofrenda a Dios y representa su mano sosteniendo al mundo. Su peso total incluyendo cimentación es de 1250 toneladas. Tiene 38 metros de altura y la esfera de cobre tiene un diámetro de 25 metros. Es el símbolo del parque.

### Otras atracciones
- La exposición de los trajes del mundo.
- La fantasía de las mil y una noches. Cuentos Ali Baba y los 40 ladrones y la Cenicienta.[6]
- El Castillo Medieval: Adaptación de las aventuras de San Jorge, el caballo y los monstruos medievales.
- Atracciones mecánicas de bajo impacto de carácter familiar.
- El Tren Panorámico, el cual hace un recorrido panorámico a lo largo del parque y el Bioparque.
- El museo del hombre en el universo. En 113 escenarios se presenta a través de pinturas y esculturas, los momentos más importantes de la historia del hombre y el universo desde su origen hasta la conquista de la luna en un recorrido guiado, dividido en dos etapas con una duración media de 40 minutos cada una.[2][6]
- Ambiente natural. Las atracciones del Parque Jaime Duque se encuentran distribuidas a lo largo de más de 100 hectáreas de terreno, en medio de lagos, humedales, bosque alto andino, prados y jardines. Adicionalmente está rodeado por 80 hectáreas adicionales sembradas con miles de árboles de diferentes especies. Su labor medioambiental fue reconocida con el sello de plata del Premio Responsabilidad Ambiental 2010.El 30 de noviembre de 2012 fue registrado como Reserva Natural por Parques Nacionales Naturales de Colombia.

## Conciertos
| Artista                                                                            | Fecha                  |
| ---------------------------------------------------------------------------------- | ---------------------- |
| Jamiroquai                                                                         | 30 de marzo de 2006    |
| Kylie Minogue y Cut Copy                                                           | Noviembre 1, 2008      |
| The Killers y Árbol de Ojos                                                        | Noviembre 15, 2008     |
| Guns N' Roses, Sebastian Bach y León Bruno                                         | Marzo 30, 2010         |
| Paulina Rubio                                                                      | Agosto 27, 2010        |
| Evanescence, Garbage, The Drums, James Murphy, Miike Snow, Red O´clock y Sexy Lucy | 27 de octubre de 2012  |
| David Guetta                                                                       | 8 de noviembre de 2013 |